# ジョン・ハーマン
ジョン・ハーマン (英語: John Harman c. 1625年 – 1673年10月11日) は、イングランドの海軍軍人。1652年から1673年にかけて3度行われた英蘭戦争では提督として数々の重要な戦闘を指揮した。1665年のローストフトの海戦では、ヨーク公ジェームズの乗る旗艦の艦長を務めてイングランド海軍の大勝利に貢献し、少将に昇進した。1666年の聖ジェームズの日の海戦では決定的な役割を果たした。1667年にはカリブ海へ転戦し、マルティニークの戦いでフランス艦隊を壊滅させ、南アメリカのオランダ・フランス植民地を占領した。第三次英蘭戦争でも提督として戦ったが、終戦前に病死した。

## 初期の経歴
ハーマンの出自や前半生はあまり分かっていない。おそらく彼の家族はサフォークの船主で、国家に船を供出したものだろうと考えられている。ハーマンは「ターポリン」(tarpaulin、タール塗り防水布の意)とあだ名されるようなたたき上げの軍人で、階級を買ったり与えられたりした他の郷紳士官たちとは異なっていた。

## 第一次英蘭戦争 (1652年–53年)

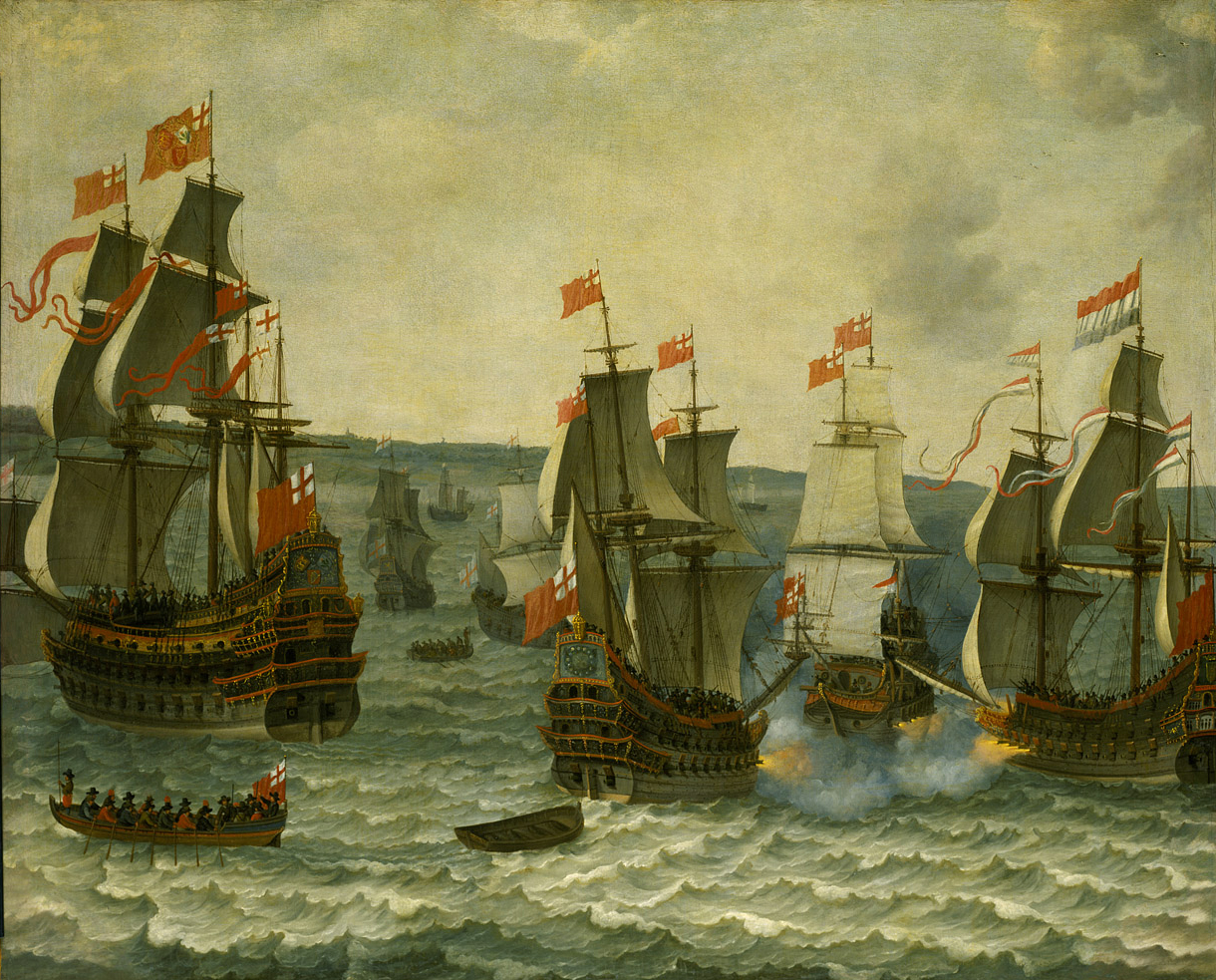
第一次オランダ戦争での軍艦同士の戦闘 アブラハム・ウィラールツ画

1652年7月、第一次英蘭戦争が勃発した。記録に残るジョン・ハーマンの最初の軍歴は、40門の大砲と180人の兵員を乗せた軍艦ウェルカムの指揮官であった。この船に乗って、ハーマンは1652年9月28日のケンティッシュ・ノックの海戦に参加した。ここでイングランド海軍は、テムズ川を遡行してロンドンを襲おうとしていたオランダ海軍を破った。1652/53年2月18日のポートランドの海戦にも、ハーマンはウェルカムに乗って参戦している。しかし1653年6月2-3日のガッバードの海戦でウェルカムは大破し、使えなくなってしまった。戦争は1653年7月のスヘフェニンゲンの海戦まで続き、1654年4月3日にウェストミンスター条約が結ばれて終結した。

## 英西戦争 (1654年–60年)
1653年、ハーマンは戦列艦ダイヤモンドの艦長となり、1654年に英西戦争が勃発すると、ロバート・ブレイクに従って地中海に展開した。1655年10月にいったんイングランドに帰国し、1655/56年1月4日に戦列艦ウスターの艦長として再びブレイクとともに南へ向かった。1656年9月9日のカディスの海戦では、ハーマンはリチャード・ステイナーの小艦隊に従う52門の砲を備えた戦列艦トレダーを指揮し、商船を無傷で拿捕して高価な戦利品を獲得した。また1657年のサンタ・クルス・デ・テネリフェの海戦における大勝利にもかかわっていたとみられている。

## 戦間期 (1660年 - 65年)
1664年、ハーマンは58門の大砲を備える戦列艦グロスターの艦長となった。1665年春、彼はロイヤル・チャールズの副官（事実上の艦長）となった。

## 第二次英蘭戦争 (1665年–67年)
1665年5月、第二次英蘭戦争が勃発した。この戦争中、イングアンドはロンドンの大疫病 (1665年-1666年)や1666年9月のロンドン大火といった大災害に苦しめられた。最終的には、戦争は1667年7月21日のブレダの和約をもって終結した。

### ローストフトの海戦

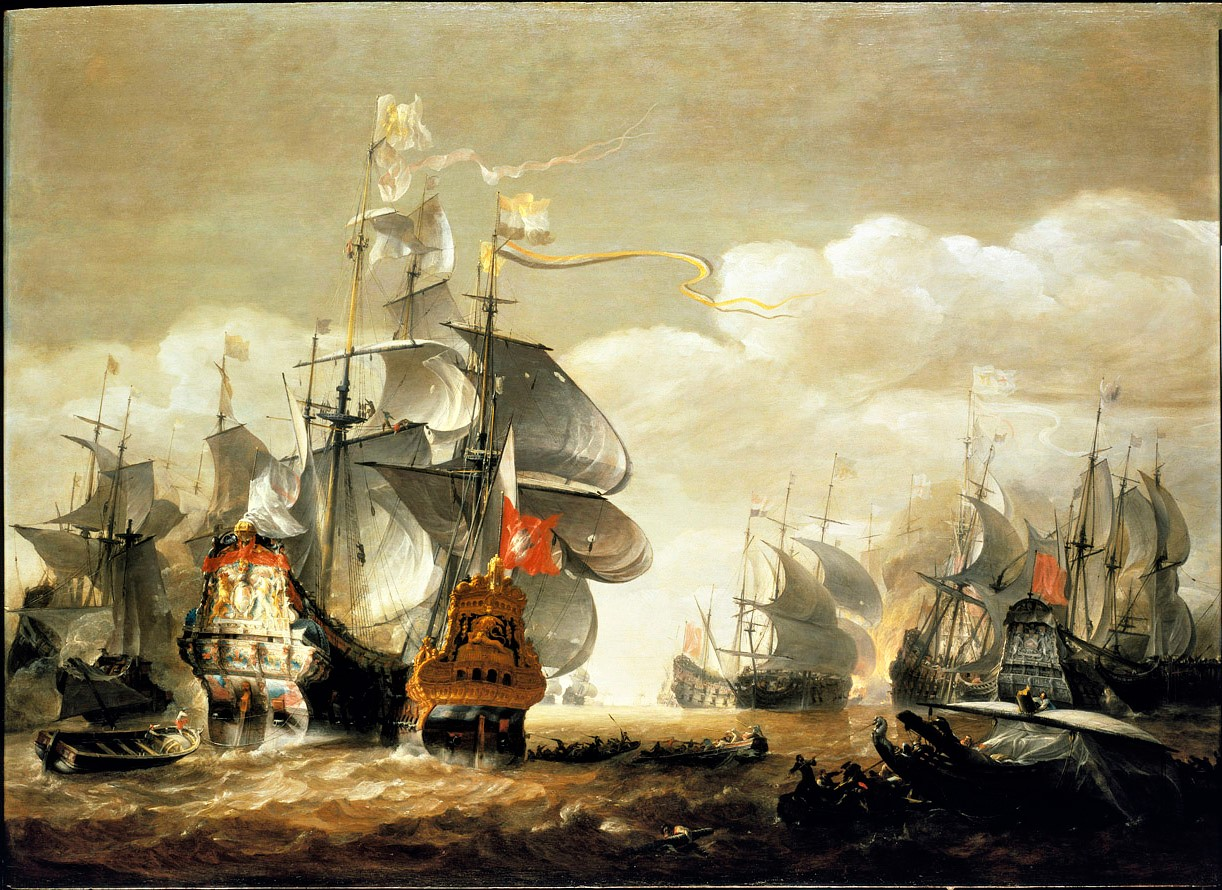
1665年6月3日のローストフトの海戦における戦列艦ロイヤル・チャールズとエンドラクト ヘンドリック・ヴァン・ミンデルハウト画

ローストフトの海戦は、第二次英蘭戦争における最初の大規模な海戦であった。1665年6月3日（ユリウス暦）のこの戦いで、ヨーク公ジェームズ（後のイングランド王ジェームズ2世）が乗りこんだロイヤル・チャールズがイングランド海軍の旗艦となった。実際の艦隊の指揮をとるウィリアム・ペンもロイヤル・チャールズに乗っていた。ロイヤル・チャールズはオランダ軍の旗艦エンドラクトと激しく撃ち合い、最後は敵艦の火薬庫を撃ち抜いて吹き飛ばした。オランダ軍は算を乱して逃げ出した。この時、戦闘中に脇にいた側近を倒されたヨーク公と、病を患い疲労も限界に達していたウィリアム・ペンは、それぞれ自分の船室に引きこもっていたため、イングランド艦隊の采配のすべてがハーマンに託されることになった。ハーマンは逃げるオランダ艦隊の追撃を指示したが、ここでヨーク公の侍従ヘンリー・ブラウンカーが、ロイヤル・チャールズの帆を少し畳むようハーマンに言った。というのも、追撃の先頭に立つロイヤル・チャールズがホラントの海岸近くでたった一艦でオランダ海軍と接敵するようなことになれば、ヨーク公に危険が及ぶ恐れがある、というのであった。ハーマンが命令なしでは自分は何もできない、と言うと、ブラウンカーは一旦ヨーク公の船室に戻り、改めてヨーク公の命令として縮帆するよう命じたので、ハーマンも従わざるをえなかった。ロイヤル・チャールズを後方に下がらせようという彼らの意図に反し、周囲のイングランド艦も旗艦にならって速度を落としたため、オランダ艦隊は逃げおおせた。この事件は一大スキャンダルとなり、議会で尋問が行われる事態となったが、最終的にハーマンは罪を免れ、全責任はブラウンカーにあると判定された。
1665年6月13日、ハーマンはナイトに叙任され、白戦隊を率いる少将に昇進した。戦隊の旗艦として、彼は戦列艦レソリューション (トレダーから改名) を与えられた。1665年10月25日、彼は58門の大砲と300人の兵員を備えるフリゲートリヴェンジを指揮することになった。11月には、18隻の軍艦を率いて、ヨーテボリから帰国する商船の護衛にあたった。帰国後は80門の砲を備える戦列艦ヘンリーが彼の旗艦となり、1666年6月1-4日の四日間の海戦に参加した。

### 聖ジェームズの日の海戦

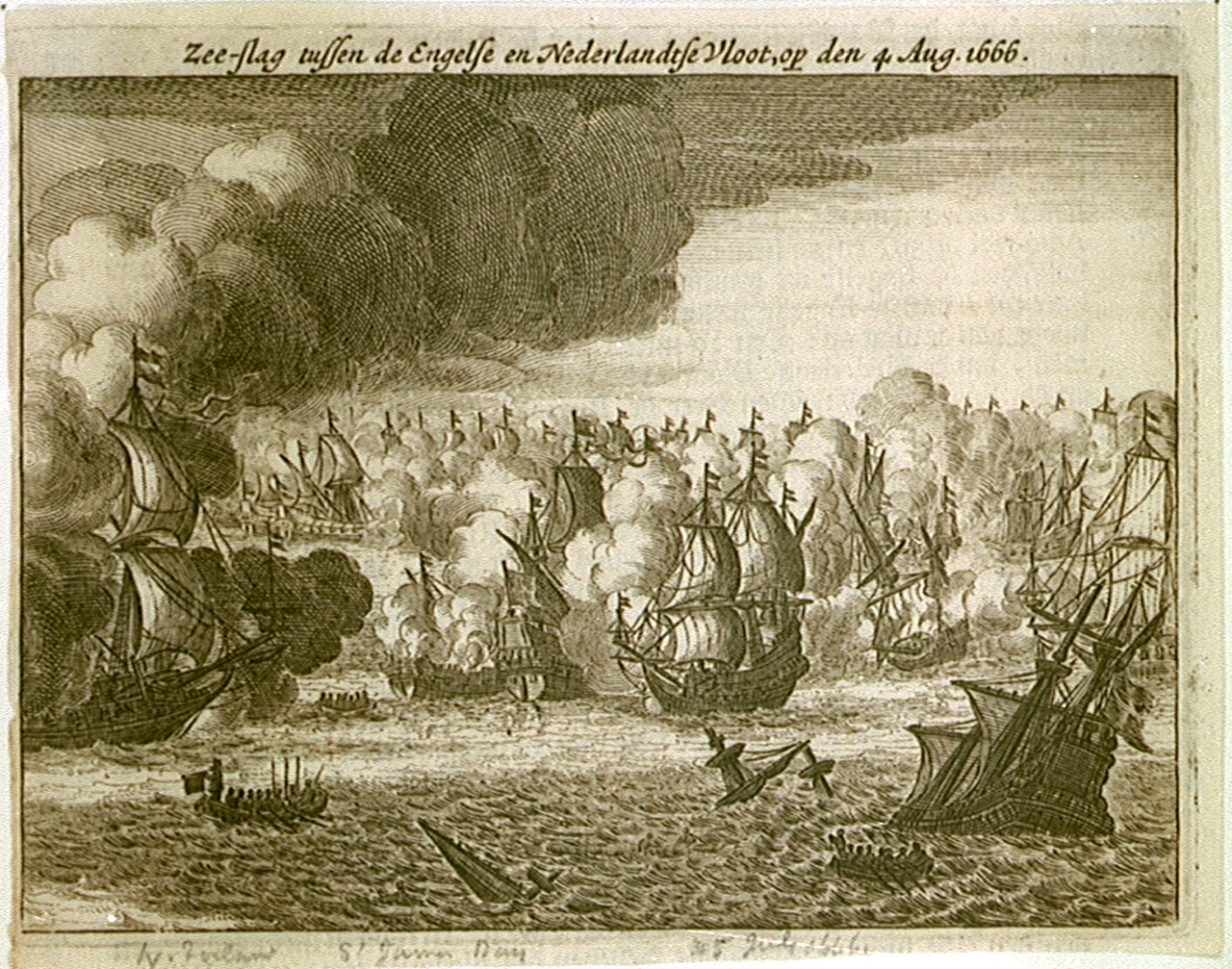
聖ジェームズの日の海戦

ヘンリーを旗艦としたハーマンの艦隊は、ケントのノース・フォアランド沖で1666年8月4-5日に行われた聖ジェームズの日の海戦で決定的な役割を果たした。長時間にわたる海戦で、イングランド艦隊の総指揮をとっていたのはアルベマール公ジョージ・マンクだった。この戦いは凄惨なものとなり、ジョージ・アイスキュー提督が捕虜となり、ウィリアム・バークレー中将が戦死した。ハーマンの白戦隊も甚大な損害を被った。ハーマンはイングランド艦隊の先頭に立って敵のゼーラント戦隊の中央に突っ込んだが、ここで彼の乗るヘンリーは完全に無力化されてしまった。
敵の火船の一つがヘンリーの右舷に鉄鉤を引っかけたが、掌帆長のたぐいまれな働きにより、ヘンリーは鉤を外して離脱することに成功した。50人近くの船員が船外へ脱出したが、ハーマンは剣を抜いて、これ以上脱出を試みたり戦闘蜂起したりするような者がいれば斬る、と残った船員たちを脅した。彼らはなんとか炎上し始めていた船の火を消し止めたが、索具が焼けたために帆桁の一つが崩落し、ハーマンの脚を折った。さらにオランダの火船がまたもヘンリーに近づいてきたが、ヘンリーの下甲板の砲が返り討ちにして沈めた。続いてオランダ艦隊のEvertzen中将が近づいてきて降伏を勧告したが、ハーマンはこれを拒否して砲撃を命じ、Evertzenを殺した。ついにオランダ艦隊はヘンリーを諦めた。ヘンリーは満身創痍の状態ながら、なんとかエセックスのハリッジに入渠することができた。ハーマンは船を早急に修繕してわずか1日で再出航し、戦闘に戻ろうとしたが、すでに戦闘は終わっていた。

### 西インド諸島 (1667年)
脚に負った大けがのため、ハーマンは艦隊から一旦離れざるを得なかった。しかし1667年初頭、ハーマンは艦隊の提督に任じられ、今度は西インド諸島に派遣されることになった。この艦隊はユニオンジャックを掲揚することになった。6月初頭に西インド諸島のイングランド植民地の拠点バルバドスに到着した後、彼らは6月10日にセントクリストファー島に向かった。この島はイングランドとフランスが分割統治していたのだが、英蘭戦争にフランスがオランダ側で参戦したために、全島をフランス側が占領していたのである。ハーマンは島の奪還を試みたが失敗した。そこに、23-24隻のフランス軍艦と3隻の火船がフランス領マルティニークに停泊しているという報が届いた。ハーマンが艦隊を率いてマルティニークに急行すると、確かにフランス艦隊が海岸近くにとどまっていた。

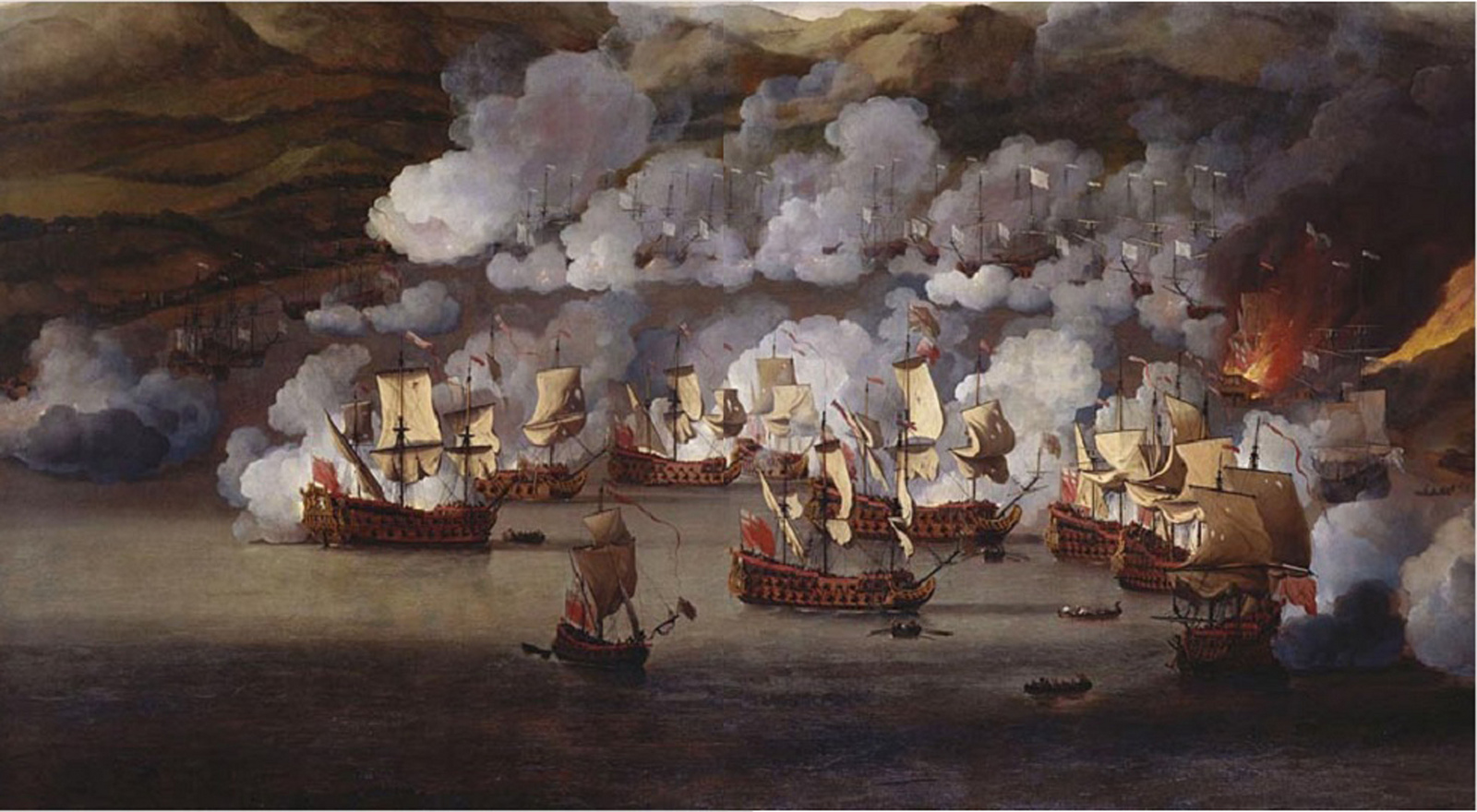
マルティニークでのフランス攻撃 ウィレム・ファン・デ・フェルデ (子)画(1675年)

フランス艦隊の指揮官アントワーヌ・ルフェーブル・ド・ラ・バールとマルティニーク総督ロベール・ド・クロドーレは、直前のネイビス占領作戦に失敗して帰ってきたところであった。失敗の原因は、早々に戦闘離脱して逃げ帰ったラ・バールにあった。ハーマンがマルティニークに現れサン＝ピエールのフランス艦隊を砲撃してマルティニークの海戦（ハーマンのマルティニークの焚火）の火ぶたを切った時、フランス側では未だにラ・バールとド・クロドーレが論争を続けていた。ハーマンは酷い痛風に苦しめられていたが、それでも命令を出し続けた。数度にわたる襲撃の末、ついにイングランド軍がフランス艦隊の旗艦と数隻の強力な軍艦に火をかけることに成功した。ラ・バールはパニックに陥り、自分の艦を自沈させた。他にも砲撃で沈められるものや自沈するものが相次ぎ、脱出に成功したのはわずか2，3隻だった。イングランド側の損害は、死者80名と多くの負傷者を出し、数隻の船がそれなりの打撃を受け、弾薬を使い果たした程度だった。

### 南アメリカ
その後ハーマンは南アメリカに向かい、1667年9月15日にフランス領ギアナの首都カイエンヌを占領した。ここでイングランド軍はセペルー城とカイエンヌ市街を破壊した。フランスの総督シプリアン・ルフェーヴル・ド・Lézyは9月23日にこの植民地から脱出した1667年10月3日、ハーマンはスリナム川河口に到達し、翌日から旗艦ボナヴェンチャー、アシュアランス、ノリッジ、ポーツマス、ロー、ヘンリーウィロビー中将率いるケッチ船団、1隻のスループ船からなる艦隊を率いて、川の遡行を始めた。イングランドの植民地だったスリナムは、戦争中にオランダ軍に占領されていた。ウィロビーは、このオランダ軍に降伏を勧告する使者を派遣した。10月5日にイングランド軍がパラマリボに上陸し、8日にゼーランディア城を再占領した。11月10日、ハーマンはバルバドスに戻った。先立つ7月31日にブレダの和約が結ばれ戦争が終結していたことを受けて、ハーマンの艦隊はイングランドへ向かった。彼らが帰国したのは、1668年4月7日の未明だった。

## 戦間期 (1668年–72年)
1669年から1670年にかけて、ハーマンはThomas Allinに従い、ジブラルタル海峡付近での作戦に参加した。以前イングランドはアルジェリアと条約を結んでいたのだが、アルジェリアのバルバリア海賊がこれを無視してイングランド商船を襲い続けていたのである。ハーマンは膨大な数の海賊船を捕獲・破却する戦果を挙げた後、イングランドに帰国した。1672年、ハーマンは青戦隊の後方提督となり、初代サンドウィッチ伯爵エドワード・モンタギューの麾下に入った。

## 第三次英蘭戦争 (1672年–74年)

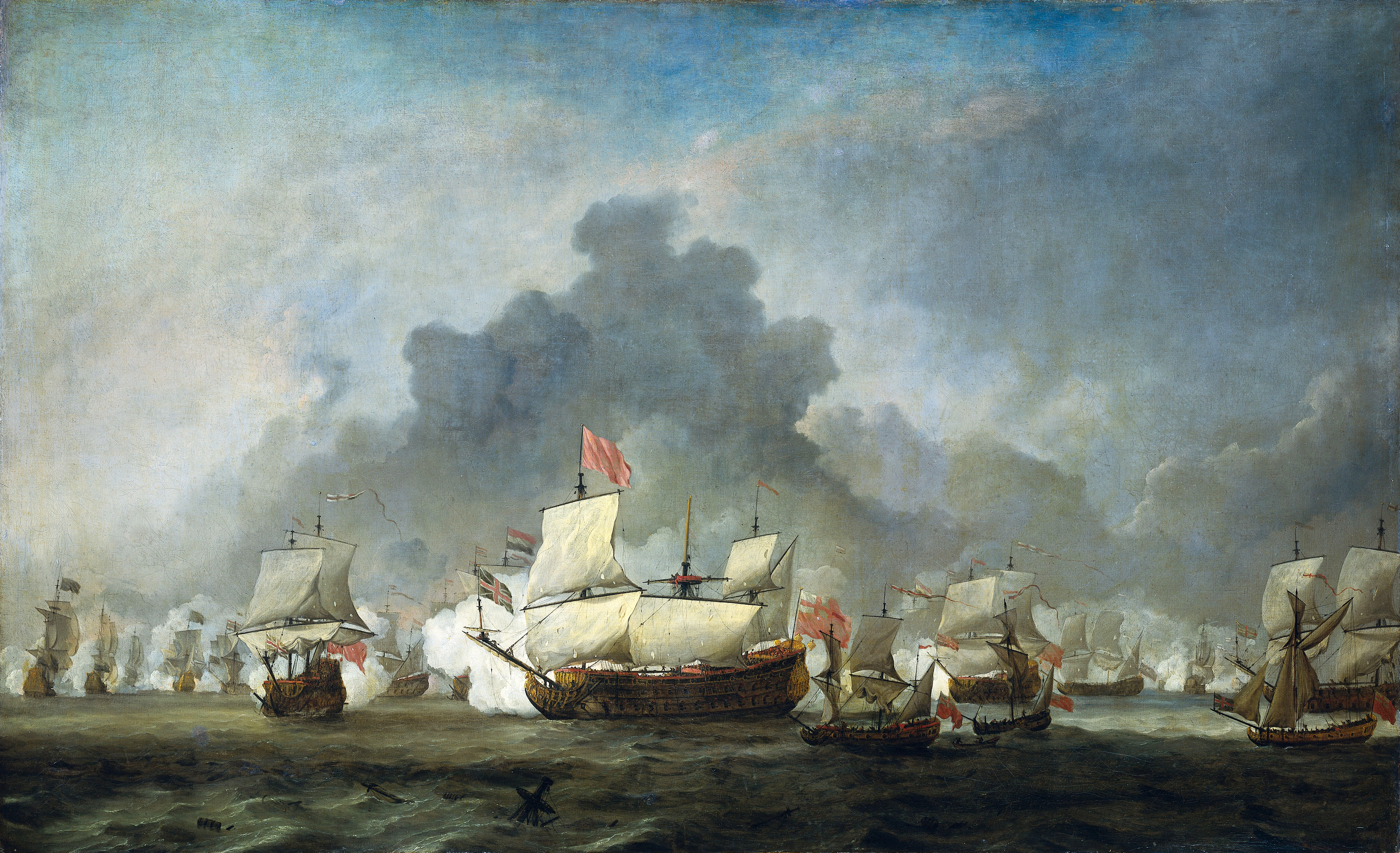
ソールベイの海戦 ウィレム・ファン・デ・ヴェルデ2世画

第三次英蘭戦争が勃発した後、1672年5月28日に英仏間で最初の大規模な戦闘ソールベイの海戦が起きた。この時、ハーマンはサンドウィッチ戦隊の将官としてその旗艦にいた。この戦隊はオランダ艦隊の攻撃を受け炎上したが、ジョン・アーンリの指揮する戦列艦ドーヴァーがハーマンと戦列艦チャールズを敵の火船から救出した。
1673年8月21日のテセル島の海戦では、ハーマンはカンバーランド公ルパートの将官として戦った。この年、ハーマンは赤戦隊の副提督となり、旗艦ロンドンに乗ることになった。テセル島の海戦では抜群の働きを見せたハーマンだったが、すでに彼の病は重くなっていた。8月21日にエドワード・スプレイジが死去したことを受けて青戦隊の提督となったが、ハーマンも実際に指揮を執ることなく10月11日に死去した。その後、1674年2月19日にイングランドとオランダはウェストミンスター条約を結び、終戦した。
ハーマンには1人の息子と1人の娘がいた。息子ジェームズ・ハーマンも海軍軍人となったが、1677年1月19日にアルジェリアのクルーザーと戦い死んだ。グリニッジの国立海洋博物館には、『ローストフトの旗手たち』として知られるピーター・レリーによる13人の海軍軍人の肖像群が展示されているが、ハーマンもこの中の一人に含まれている。